# Rezolucija Vijeća sigurnosti UN-a 1038
Rezolucijom Vijeća sigurnosti Ujedinjenih naroda 1038, jednoglasno usvojenom 15. siječnja 1996., nakon podsjećanja na prethodne rezolucije o Hrvatskoj uključujući rezolucije 779 (1992), 981 (1995) i 1025 (1995), Vijeće je ovlastilo Promatračku misiju Ujedinjenih naroda na Prevlaci da nastavi praćenje demilitarizacije na području poluotoka Prevlake u Hrvatskoj.
Vijeće je primilo na znanje dogovor predsjednika Hrvatske i Savezne Republike Jugoslavije (Srbije i Crne Gore) o demilitarizaciji i istaknulo doprinos koji je to dalo smanjenju napetosti u regiji.
Promatrači bi pratili demilitarizaciju na poluotoku Prevlaci tri mjeseca, a Vijeće bi to razdoblje produžilo za još tri mjeseca po zaprimanju izvješća glavnog tajnika. Do 15. ožujka 1996. od glavnog tajnika Boutrosa Boutrosa-Ghalija zatraženo je da izvijesti vijeće o situaciji u regiji i napretku koji su strane postigle u rješavanju svojih nesuglasica te u vezi s mogućim produljenjem mandata vojnih promatrača. . Konačno, promatrači i Snage za provedbu uspostavljene Rezolucijom 1031 (1995.) pozvani su na međusobnu suradnju.

## Vanjske poveznice
| Wikizvor | Engleski Wikizvor ima izvorni tekst na temu: United Nations Security Council Resolution 1038 |

- Text of the Resolution at undocs.org